# 2.º distrito electoral de Chile
El segundo distrito electoral es un distrito electoral de la Cámara de Diputados de Chile. Creado en la reforma electoral de 1989, está compuesto por la totalidad de la región de Tarapacá y, según el censo de 2017, posee 330 558 habitantes. Hasta la elección de 2013 eligió dos representantes usando el sistema binominal; desde la elección de 2017 elige tres representantes usando el sistema D'Hondt.

## Composición
El distrito está compuesto por las siete comunas de la región de Tarapacá.
| Comuna         | Comuna         | Población (2017) |
| -------------- | -------------- | ---------------- |
|                | Iquique        | 191 468          |
| Alto Hospicio  | 108 375        |                  |
| Huara          | 2 730          |                  |
| Camiña         | 1 250          |                  |
| Colchane       | 1 728          |                  |
| Pica           | 9 296          |                  |
| Pozo Almonte   | 15 711         |                  |
| Total regional | Total regional | 330 558          |

## Historia
Antes de la reforma electoral de 1989, el territorio del distrito formaba parte de la agrupación departamental de Tarapacá (conformada por los departamentos de Arica, Iquique y Pisagua) que elegía cuatro diputados. Con la reforma, Tarapacá se separó de Arica y Parinacota y se creó el nuevo  2.º distrito que, bajo el sistema binominal, elegía dos diputados. Con la reforma electoral de 2015, el distrito pasó a elegir tres diputados usando el Sistema D'Hondt.

## Diputados

### 1990-2018 (dos diputados)
| Elección | Diputado                         | Diputado                              | Diputado                                 | Diputado                                                |
| -------- | -------------------------------- | ------------------------------------- | ---------------------------------------- | ------------------------------------------------------- |
| 1989     |                                  | Vladislav Kuzmicic Por la Democracia  |                                          | Ramón Pérez Independiente Renovación Nacional           |
| 1993     |                                  | Jorge Soria Por la Democracia         |                                          | Ramón Pérez Independiente Renovación Nacional           |
| 1997     |                                  | Jorge Soria Por la Democracia         | Antonella Sciaraffia Demócrata Cristiano |                                                         |
| 2001     |                                  | Fulvio Rossi Independiente Socialista |                                          | Ramón Pérez Independiente                               |
| 2001     | Néstor Jofré Renovación Nacional | Fulvio Rossi Independiente Socialista |                                          |                                                         |
| 2005     |                                  | Fulvio Rossi Independiente Socialista |                                          | Marta Isasi Acción Regionalista Demócrata Independiente |
| 2009     |                                  | Hugo Gutiérrez Comunista              |                                          | Marta Isasi Acción Regionalista Demócrata Independiente |
| 2013     |                                  | Hugo Gutiérrez Comunista              | Renzo Trisotti Demócrata Independiente   |                                                         |

### Desde 2018 (tres diputados)
| Elección | Diputado               | Diputado                               | Diputado                    | Diputado                               | Diputado | Diputado                 |
| -------- | ---------------------- | -------------------------------------- | --------------------------- | -------------------------------------- | -------- | ------------------------ |
| 2017     |                        | Renzo Trisotti Demócrata Independiente |                             | Ramón Galleguillos Renovación Nacional |          | Hugo Gutiérrez Comunista |
| —        | Rubén Moraga Comunista | Renzo Trisotti Demócrata Independiente |                             | Ramón Galleguillos Renovación Nacional |          |                          |
| 2021     |                        | Renzo Trisotti Demócrata Independiente | Danisa Astudillo Socialista | Matías Ramírez Comunista               |          |                          |

## Resultados electorales

### Década de 2020

Resultados de 2021

| Elecciones parlamentarias 2021: Tarapacá | Elecciones parlamentarias 2021: Tarapacá | Elecciones parlamentarias 2021: Tarapacá                                   | Elecciones parlamentarias 2021: Tarapacá | Elecciones parlamentarias 2021: Tarapacá |
| Lista                                    | Lista                                    | Candidatos                                                                 | Votos                                    | %                                        |
| ---------------------------------------- | ---------------------------------------- | -------------------------------------------------------------------------- | ---------------------------------------- | ---------------------------------------- |
|                                          | Apruebo Dignidad                         | Matías Ramírez, Enzo Morales, Camila Castillo, Alejandra Ceballos          | 26 534                                   | 26,5                                     |
|                                          | Chile Podemos Más                        | Renzo Trisotti, Ramón Galleguillos, Karen Heyne, Erica Paniagua            | 23 750                                   | 23,7                                     |
|                                          | Nuevo Pacto Social                       | Danisa Astudillo, Marco Antonio Pérez, Eva Portales                        | 15 929                                   | 15,9                                     |
|                                          | Partido de la Gente                      | Denisse Gallegos, Carlos Mella, Mario Rojas                                | 15 723                                   | 15,7                                     |
|                                          | Frente Social Cristiano                  | Leonardo Solari, Carlos Arellano, Minerva Campodónico, Cynthia Broudissond | 14 834                                   | 14,8                                     |
|                                          | Dignidad Ahora                           | Carolina González, Luis García                                             | 1 894                                    | 1,9                                      |
|                                          | Nuevo Tiempo                             | Janet Órdenes                                                              | 1 463                                    | 1,5                                      |
| Votos válidos                            | Votos válidos                            | Votos válidos                                                              | 100 127                                  | 100                                      |
| Votos blancos y nulos                    | Votos blancos y nulos                    | Votos blancos y nulos                                                      | 10 204                                   |                                          |
| Votos totales                            | Votos totales                            | Votos totales                                                              | 110 331                                  |                                          |